# Live at the Village Vanguard (album de Petrucciani)
Pour les articles homonymes, voir Live at the Village Vanguard.
Albums de Michel Petrucciani
100 Hearts
(1983) Note 'n Notes
(1984)
Live at the Village Vanguard est un album du pianiste français de jazz Michel Petrucciani. L'enregistrement a lieu le 16 mars 1984 lors d'un concert donné au club Village Vanguard à New York et paraît l'année suivante en double album au format LP sur le label Concord Jazz. Il est réédité en 2002 sur le label Blue Note.

## Réception
L'auteur et critique de jazz Scott Yanow indique à propos de Petrucciani que sur cet enregistrement « son jeu avec le contrebassiste Palle Danielsson et le batteur Eliot Zigmund est toujours impressionnant et ces huit morceaux ne perdent jamais leur énergie. L'album est recommandé pour les amateurs de piano en trio. ».

## Titres
| No | Titre                       | Musique            | Durée |
| -- | --------------------------- | ------------------ | ----- |
| 1. | Nardis                      | Miles Davis        | 11:12 |
| 2. | Oleo                        | Sonny Rollins      | 6:44  |
| 3. | Le Bricoleur de Big Sur     | Michel Petrucciani | 3:22  |
| 4. | To Erlinda                  | Michel Petrucciani | 11:25 |
| 5. | Say It Again and Again      | Michel Petrucciani | 9:51  |
| 6. | Trouble                     | O. Dalffon         | 9:31  |
| 7. | Three Forgotten Magic Words | Michel Petrucciani | 8:56  |
| 8. | 'Round Midnight             | Thelonious Monk    | 8:48  |

## Musiciens
- Michel Petrucciani - piano
- Palle Danielsson - contrebasse
- Eliot Zigmund - batterie